# Chevillier
 (août 2024).
Si vous disposez d'ouvrages ou d'articles de référence ou si vous connaissez des sites web de qualité traitant du thème abordé ici, merci de compléter l'article en donnant les références utiles à sa vérifiabilité et en les liant à la section « Notes et références ».

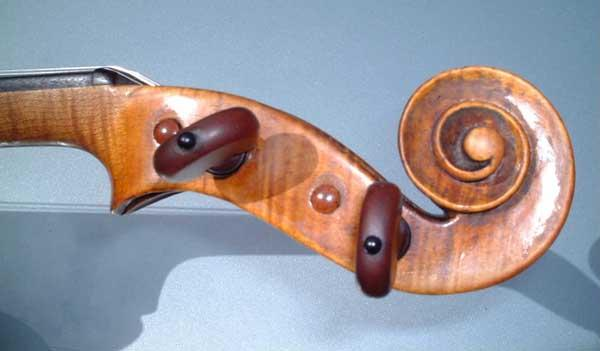
Volute ornant le chevillier d'un violon

Pour les instruments à cordes frottées, le chevillier ou cheviller (Littré) désigne en lutherie un dispositif d'accueil des chevilles. On le nomme aussi parfois tête.

Éléments d'une guitare classique : le chevillier est ici nommé tête.

## Description
Réalisé en bois dur, il peut être moderne et mécanique ou ancien et manuel. Les chevilles peuvent en être solidaires (modernes) ou non (chevilles à friction à l'ancienne). Le chevillier peut être une partie du manche, ou bien une partie indépendante qui y est accolé ou imbriquée ou encore une partie de la caisse de résonance ou une partie indépendante apposée sur la table d'harmonie.
Il peut en outre être orné de sculptures (volute, tête humaine ou animale) ou de marqueterie.
Il comporte parfois un sillet pour le passage des cordes.